# Potamotherium
Genre
Potamotherium (« bête de rivière » en français) est un genre fossile de carnivores caniformes de l'Oligocène et du Miocène d'Europe. C'est un membre basal des Pinnipedimorpha (en), qui ont donné les pinnipèdes (phoques, otaries, etc.).

## Historique

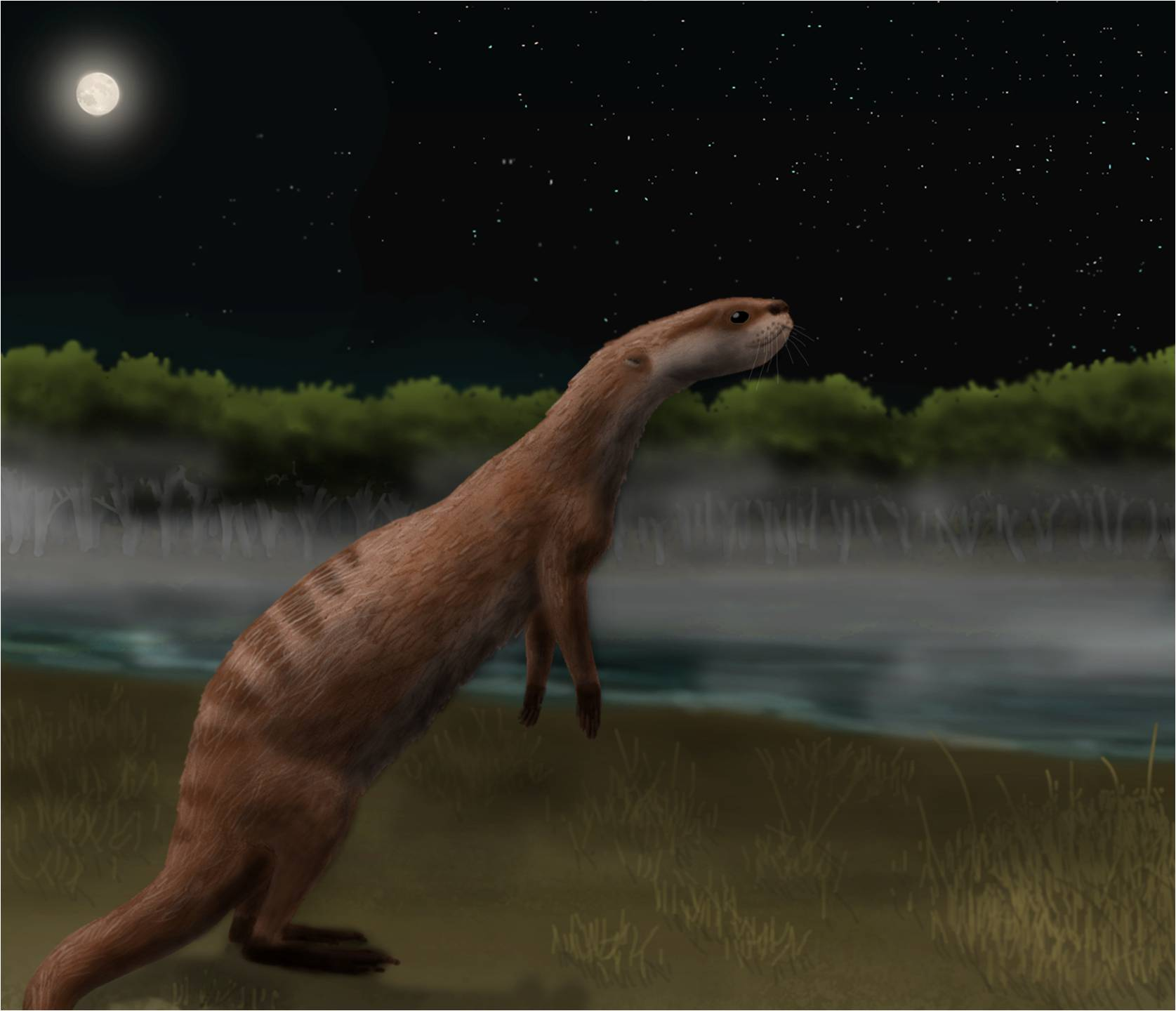
Vue d'artiste de P. miocenicum.

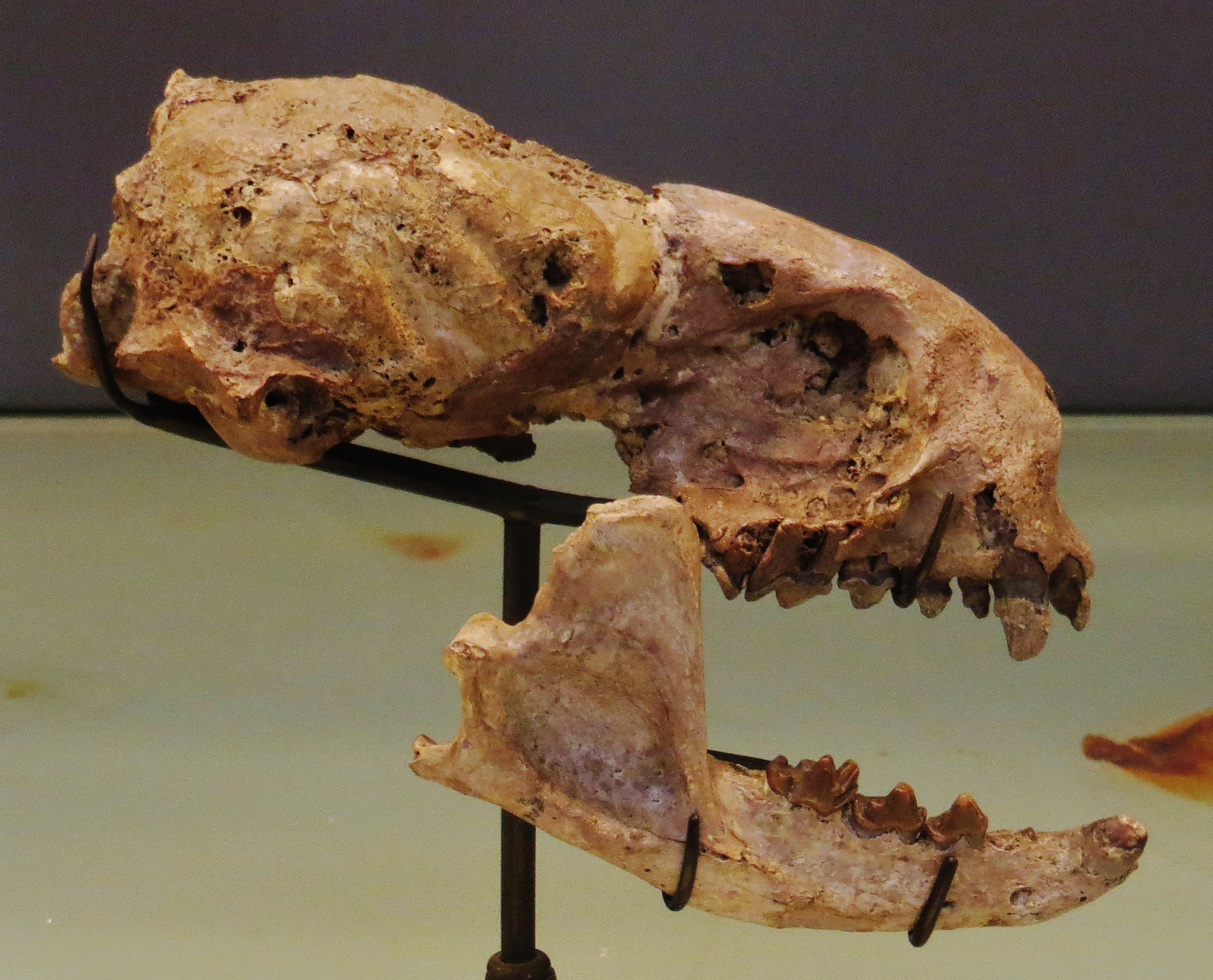
Crâne de P. valletoni.

Potamotherium a été décrit en 1833 par le naturaliste français Étienne Geoffroy Saint-Hilaire (1772-1844). En raison de sa morphologie, Carroll l'avait attribué à tort en 1988 à la famille des Mustelidae, dans la sous-famille éteinte des Oligobuninae (en).

## Description
Potamotherium ressemblait à une loutre moderne et mesurait 1,5 mètre de long, avec un corps allongé et mince et des pattes courtes. Doté d'une colonne vertébrale flexible et d'une forme profilée, c'était probablement un bon nageur.
Les fossiles de Potamotherium sont si complets que la forme du cerveau peut être déduite via un endocaste numérique du crâne. Le gyrus coronal (un pli sur la surface latérale du cerveau) est large, incliné vers l'arrière et partiellement divisé par un petit sillon. Le cerveau est presque identique à celui d'Enaliarctos, un mammifère fossile reconnu comme proche des pinnipèdes. Les pinnipèdes modernes et le Pinnarctidion (en) fossile ont un gyrus coronal élargi avec une orientation verticale distinctive. Les carnivores dotés du plus grand gyrus coronal sont des chasseurs d'eau douce comme la civette-loutre de Sumatra (Cynogale bennetti) et certaines espèces de loutres (dans les genres Lutra et Lontra). Ils mettent principalement l'accent sur les moustaches sensibles (vibrisses) ou les lèvres pendant la chasse, plutôt que sur les mains. Il est probable qu’il en soit de même pour Potamotherium. Les pinnipèdes modernes sont caractérisés par leurs grandes moustaches, probablement héritées d'un ancêtre similaire au Potamotherium.

## Aire géographique
Potamotherium vivait dans les latitudes moyennes d'Europe, de l'Oligocène au début du Miocène supérieur,.

## Classification
Potamotherium a été attribué en 2009 aux Pinnipedimorpha, en tant que représentant basal,. Berta et al. (2018) ont placé Potamotherium avec Puijila et Semantor (en) dans la famille des Semantoridae (en).

## Liste des espèces
Deux espèces ont été décrites : 
- Potamotherium valletoni Geoffroy Saint-Hilaire, 1833 - espèce type
- Potamotherium miocenicum Peters, 1868

## Paléobiologie
L'analyse des fossiles suggère que Potamotherium avait un mauvais odorat, mais qu'il compensait cela par une bonne vision et une bonne audition.

## Histoire évolutive
Potamotherium est interprété comme un ancêtre basal et terrestre des pinnipèdes, suggérant une phase d'eau douce dans la transition évolutive des pinnipèdes de la terre vers la mer. Le clade des Arctoidea a aussi donné les premiers ours (dont les ancêtres à l'époque étaient petits et ressemblaient généralement à des belettes).

## Publication originale
- [1833] Étienne Geoffroy Saint-Hilaire, « Rev. Ency., 59 », dans Rev. Ency., 59, 1833